# Kế toán tài chính
Trong nghiệp vụ kế toán, Kế toán tài chính là việc ghi chép, phản ánh, tổng hợp số liệu, lập báo cáo tài chính phục vụ cho các nhu cầu thông tin cho các đối tượng bên ngoài đơn vị, doanh nghiệp là chính.
Các đơn vị bên ngoài cần thông tin này thường bao gồm các cổ đông, cơ quan chức năng như thuế, thanh tra..., các chủ nợ, ngân hàng... và chủ yếu phục vụ cho các nhu cầu quản lý vĩ mô.
Đây là cách phân loại kế toán theo nội dung, tính chất, mục đích cung cấp thông tin để đáp ứng nhu cầu sử dụng của các đối tượng kế toán trong nghiệp vụ kế toán.